# Alfredo Contreras
Alfredo Alberto Contreras Zúñiga (24 de diciembre de 1966, Puntarenas, Costa Rica) es un exfutbolista y entrenador costarricense. Es el dedicado en el Torneo Apertura 2022 de la competición costarricense.
Alfredo Contreras hizo mayoritariamente su carrera con el  Municipal Puntarenas entre el 1985-96, en el 1996 fue fichado por el Belén F. C. y regresaría al  Municipal Puntarenas en el 1997-2003, en la cual tuvo su descenso de su categoría costarricense, sin embargo, Contreras disputó la segunda división con su equipo.

## Clubes

### Como jugador
| Club                 | País       | Año       |
| -------------------- | ---------- | --------- |
| Municipal Puntarenas | Costa Rica | 1985-1996 |
| Belén F. C.          | Costa Rica | 1996-1997 |
| Municipal Puntarenas | Costa Rica | 1997-2003 |

### Como entrenador
| Club                      | País       | Año       |
| ------------------------- | ---------- | --------- |
| Puntarenas F. C.          | Costa Rica | 2011      |
| Puntarenas F. C.          | Costa Rica | 2013      |
| Puntarenas San Luis F. C. | Costa Rica | 2018-2021 |
| Marineros de Puntarenas   | Costa Rica | 2022      |

### Como segundo entrenador
| Club                    | País       | Año       |
| ----------------------- | ---------- | --------- |
| Puntarenas F. C.        | Costa Rica | 2006      |
| Puntarenas F. C.        | Costa Rica | 2013      |
| Puntarenas F. C.        | Costa Rica | 2014-2015 |
| Puntarenas F. C.        | Costa Rica | 2017-2018 |
| Marineros de Puntarenas | Costa Rica | 2021      |

## Palmarés

### Como jugador

#### Títulos nacionales
| Título                         | Club                 | País       | Año  |
| ------------------------------ | -------------------- | ---------- | ---- |
| Primera División de Costa Rica | Municipal Puntarenas | Costa Rica | 1986 |

### Como segundo entrenador

#### Títulos internacionales
| Título                       | Club             | Sede        | Año  |
| ---------------------------- | ---------------- | ----------- | ---- |
| Copa Interclubes de la Uncaf | Puntarenas F. C. | Tegucigalpa | 2006 |